# Interpniktogének

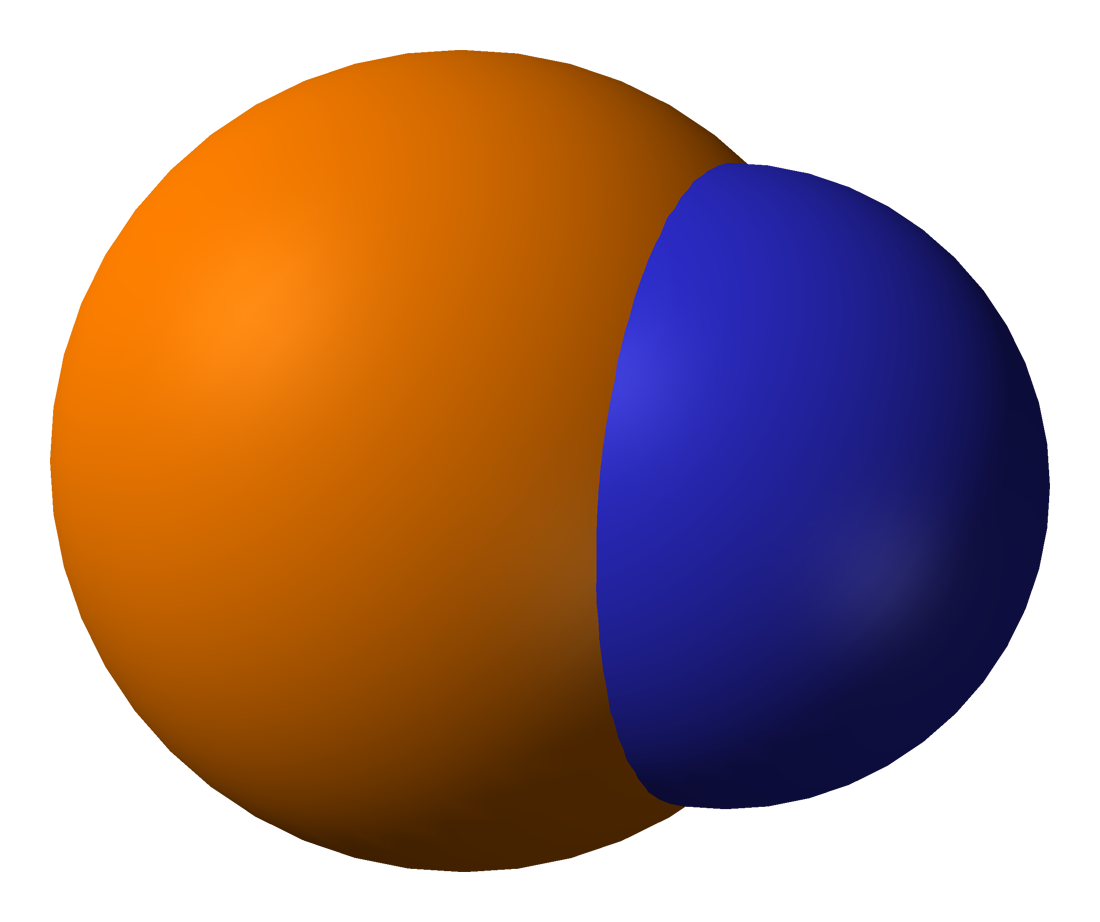
A foszfor-nitrid (PN) szerkezete

Az interpniktogének a pniktogének (nitrogéncsoport elemei) egymással alkotott vegyületei.

## Interpniktogének összefoglaló táblázata
|    | N           | P      | As   | Sb     | Bi  |
| -- | ----------- | ------ | ---- | ------ | --- |
| N  | N2          |        |      |        |     |
| P  | PN, P3N5    | P4, P∞ |      |        |     |
| As | AsN, (AsN)x | AsP3   | As∞  |        |     |
| Sb | SbN         | SbP    | SbAs | Sb∞    |     |
| Bi | BiN         |        | BiAs | BixSby | Bi∞ |

## A foszfor pniktogenidjei
- Foszfor-nitrid (PN): a foszfor-nitrid egy fehér vagy sárga-narancssárga színű, szilárd vegyület. Olvadáspontja 800 °C, melyet elérve bomlik, emiatt forráspontja ismeretlen. Sűrűsége 2,51 g/cm. Vízben oldva ammónia keletkezik belőle. Fehér vagy sárga-narancssárga por. Ammóniaszagú a nedves levegőn. Hevítve ammónia keletkezik belőle. Száraz, nedves helyen tárolandó.[1]

## Az arzén pniktogenidjei
- Arzén-nitrid (AsN): Relatív molekulatömege 88,928 g/mol. Szilárd állapotban polimer.[2][3]
- Arzén-foszfid (AsP3): Az arzén-foszfid a fehérfoszforhoz hasonlóan tetraéderes. Relatív molekulatömege 167,84 g/mol. Félvezetőként használják lézerekben.[4]

## Az antimon pniktogenidjei
- Antimon-nitrid (SbN): Relatív molekulatömege 135,767 g/mol. Olvadáspontján bomlik. Sűrűsége 6,697 g/cm3.[5][6]
- Antimon-foszfid (SbP): Relatív molekulatömege 152,734 g/mol. Félvezetőként használják lézerekben.[7][8][9]
- Antimon-arzenid (SbAs): Kristályai hexagonálisak. Relatív molekulatömege 196,68 g/mol. Olvadáspontja 680 °C. Sűrűsége 5,78 g/cm3 20 °C-on. Hideg, száraz, sötét helyen tárolandó. Hevítésre bomlik. As3− és Sb3+ ionok alkotják. Vízzel hevesen reagál, a reakcióban korrozív és toxikus gázok keletkeznek. Fémekkel reakcióba lépve hidrogéngázt szabadít fel.[10]

## A bizmut pniktogenidjei
- Bizmut-nitrid (BiN): Relatív molekulatömege 222,99 g/mol. Benne a bizmut- és a nitrogénatom közt egy hármas kovalens kötés van.[11]
- Bizmut-antimonid (BiSb): több különböző bizmut-antimonid van BixSby általános összegképlettel.[12]